# Поселенцы (фильм, 2023)
«Поселенцы» (исп. Los Colonos) — художественный фильм чилийского режиссёра Фелипе Гальвеса с Сэмом Спруэллом, Марком Стэнли и Альфредо Кастро в главных ролях. Его премьера состоялась на Каннском кинофестивале 2023 года. Картина была выдвинута Чили на соискание премии «Оскар» в номинации «Лучший фильм на иностранном языке».

## Сюжет
Действие фильма происходит на Огненной Земле в 1900-х годах, во время геноцида местного населения — индейского племени селькнамов. Главный герой — шотландец Александр Макленнан, который убивает индейцев, выполняя заказ местного землевладельца.

## В ролях
- Сэм Спруэлл[англ.]
- Марк Стэнли — Александр Макленнан
- Альфредо Кастро[англ.]
- Камило Арансибия — Сегундо

## Релиз и восприятие
Премьерный показ фильма состоялся на Каннском кинофестивале 2023 года, в рамках программы «Особый взгляд». «Поселенцы» получили приз ФИПРЕССИ.
Позже картина была номинирована от Чили на премию «Оскар» в номинации «Лучший фильм на иностранном языке».
12 января 2024 года «Поселенцы» выйдут в американский прокат.